# オーシャニック航空
オーシャニック航空（Oceanic AirlinesまたはOceanic Airways）とは、映画やドラマなどに登場する架空の航空会社。ABCのドラマ『LOST』に登場するものが特に有名であるが、他にも多数のメディアに登場している。
過去に実在した似たような名前の航空会社としては、トランスオーシャン航空（アメリカ）、オーシャン航空（イタリア）などがあった。
1996年の映画『エグゼクティブ・デシジョン』では1988年に起こったクウェート航空のハイジャック事件をモデルとしている場面でクウェート航空の代わりにオーシャニック航空の名称が使用されている。このときの映像が他の多くのメディアの作品にリユーズされていることから、「オーシャニック航空」が架空の航空会社の名称として定着したともいえる。登場するときはシドニー⇔ロサンゼルス線を運航していることが多い。

## オーシャニック航空の登場する作品
- 『エグゼクティブ・デシジョン』:アテネ発ワシントンD.C.行きのオーシャニック航空343便がイスラム教徒のテロリストにハイジャックされる。
- 『エイリアス』:主人公がロサンゼルス国際空港にいる場面でオーシャニック航空シドニー行のアナウンスが流れる。
- 『LOST』:主人公たちが搭乗したオーシャニック航空815便シドニー発ロサンゼルス行が無人島に墜落する。
- 『プッシング・デイジー 恋するパイメーカー』:旅行会社にオーシャニック航空の広告が飾られている。
- 『LAX』:ロサンゼルス国際空港のターミナル内の広告やモニターにオーシャニック航空の名前がある。
- 『エアポート2001』:オーシャニック航空シドニー発ロサンゼルス行のジャンボ機に時限爆弾がしかけられる。
- 『ラブ・オブ・ザ・ゲーム』:空港のラウンジでオーシャニック航空の案内アナウンスが流れる。
- 『エアポート'03』:FBIの捜査官がオーシャニック航空816便シドニー発ロサンゼルス行の機内で殺人犯の捜索を行う。
- 『キャッスル／ミステリー作家のNY事件簿』:オーシャニック航空57便で航空保安官が殺害される。
- 『クリミナル・マインド 国際捜査班』:オーシャニック航空815便の客室乗務員が殺害される。

### 『エグゼクティブ・デシジョン』のフッテージ再利用
また以下の作品では『エグゼクティブ・デシジョン』のストック・フッテージが使われている。
- 『ダイヤモンド・イン・パラダイス』:オーシャニック航空に乗って登場人物がバハマに向かうシーンがあったが、最終的にカットされた。
- 『壊滅暴風圏/カテゴリー6』:オーシャニック航空762便が雷に打たれシカゴのオヘア空港に緊急着陸する。
- 『Dr.マーク・スローン』:ロサンゼルス発スイス行のオーシャニック航空456便の機内で殺人事件など不可解な事件が発生する。
- 『犯罪捜査官ネイビーファイル』:オーシャニック航空343便が北朝鮮の工作員によってハイジャックされる。

### オーシャニック航空が登場した作品のリスト
| 便名 | 事故・事件の概要                                     | 作品名                                                   |
| ---- | ---------------------------------------------------- | -------------------------------------------------------- |
| 816  | FBIに捜索されている連続殺人犯が搭乗している。        | Code 11-14                                               |
| 815  | 客室乗務員が殺害される。                             | クリミナル・マインド 国際捜査班 シーズン2第6話           |
| 815  | 南太平洋の無人島に墜落する。                         | LOST                                                     |
| 815  | 地対空ミサイルで撃墜される。                         | CHUCK/チャックシーズン1第2話『チャック VS ヘリコプター』 |
| 762  | 稲妻に直撃され緊急着陸する。                         | 壊滅暴風圏/カテゴリー6                                   |
| 762  | 精神疾患患者が神経ガスを使った脅迫を行う。           | エアポート2001                                           |
| 456  | 副操縦士が殺害され、乗務員にも病気が発生する。       | Dr.マーク・スローン                                      |
| 343  | イスラム教徒のテロリストにハイジャックされる。       | エグゼクティブ・デシジョン                               |
| 343  | 北朝鮮の工作員にハイジャックされる。                 | 犯罪捜査官ネイビーファイル                               |
| 017  | マイアミ沖約130kmの大西洋上に不時着する。            | わんぱくフリッパー                                       |
| 009  | ウォルター・マッソーがダイアン・キャノンにキスする。 | Out to Sea（邦題：『カリブは最高!』）                    |
| 1079 | 500億ドルがEUからUSに運ばれる                        | USドラマ「ホワイトカラー シーズン6」                     |